# Alexander Glavatski
Alexander Glavatski (Bielorrusia, 2 de mayo de 1970) es un atleta bielorruso retirado especializado en la prueba de triple salto, en la que consiguió ser medallista de bronce europeo en pista cubierta en 2002.

## Carrera deportiva
En el Campeonato Europeo de Atletismo en Pista Cubierta de 2002 ganó la medalla de bronce en el triple salto, con un salto de 17.05 metros, tras el sueco Christian Olsson (oro con 17.54 metros) y el rumano Marian Oprea (plata con 17.22 metros).